# Møteplassen
Der Møteplassen (norwegisch für Treffpunkt) ist ein 1880 m hoher Berggipfel im ostantarktischen Königin-Maud-Land. Er ist nördlichste einer Reihe von Gipfeln, welche die Südseite des Tals Frostlendet im Borg-Massiv flankieren.
Norwegische Kartografen, die ihn auch benannten, nahmen anhand von Luftaufnahmen und Vermessungen der Norwegisch-Britisch-Schwedischen Antarktisexpedition (1949–1952) eine Kartierung vor.